# Пуэрто-ла-Крус
Пуэ́рто-ла-Крус (исп. Puerto la Cruz, «Порт Святого Креста») — город-порт, расположенный на Карибском побережье штата Ансоатеги в Венесуэле.  Один из важных и крупных городов на востоке Венесуэлы.  В городе расположен один из крупнейших нефтеперерабатывающих заводов страны.

## История

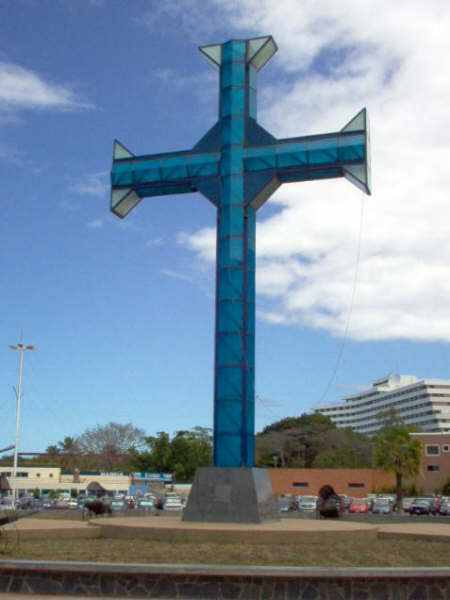
Монумент «Крест» (Cruz) на бульваре Колумба (Paseo Colón) — символ города.

В 1780 году на месте города была основана христианская миссия Посуэлос (Pozuelos).  9 апреля 1862 года, группа из 26 семей с острова Маргарита переселилась в Посуэлос и основала поселение, которое они назвали Пуэрто-де-ла-Санта-Крус (Порт Святого Креста).  Со временем название сократилось до Пуэрто-ла-Крус.
Город является популярным туристическим центром с развитым гостиничным комплексом и пляжами.  Вокруг города расположен заповедник  Национальный парк Мочима.